# 慕施蒙
慕施蒙，渤海国将领，慕氏。
渤海文王大钦茂时，慕施蒙官至辅国大将军。文王大兴十五年（唐玄宗天宝十一年、日本天平胜宝四年、752年）秋，奉命出使日本，同行七十五人。九月，至佐渡岛登陆。次年五月，入平城京，因未带国书，口陈来旨，并进献信物。六月，携孝谦天皇国书归国。